# Bernhard Rehm
Bernhard Rehm (* 19. Februar 1909 in München; † 14. Juli 1942 bei Woronesch) war ein deutscher klassischer Philologe.

## Leben und Werk
Rehm war der Sohn des klassischen Philologen und Pädagogen Albert Rehm. Nach dem Gymnasialabschluss 1927 auf dem Maximiliansgymnasium in München bestand er die Zugangsprüfung für das Maximilianeum, verzichtet dann jedoch auf die Aufnahme. An der Münchner Universität studierte er bei Eduard Schwartz, Rudolf Pfeiffer, Johannes Stroux, Ferdinand Sommer, August Heisenberg und Paul Lehmann. In Göttingen hörte er 1928 Richard Reitzenstein und in Berlin 1929–1930 Werner Jaeger, Eduard Norden, Wilhelm Schulze und Ulrich Wilcken. 1931 legte er die Lehramtsprüfung in den alten Sprachen, Deutsch und Geschichte ab und promovierte im gleichen Jahr. Er war nach seiner Promotion 1931 bei Johannes Stroux über ein Thema aus Vergil kurzfristig an der Schule tätig, wechselte aber schon 1933 zum Thesaurus Linguae Latinae, dessen Generalredaktor er bereits am 5. September 1936 wurde. In den neun Jahren Tätigkeit brachte er neben den Aufgaben als Redaktor ungefähr 400 Spalten des Lexikons zum Druck (darunter den Artikel „ex“ mit 49 Spalten).
Neben der lexikalischen Tätigkeit befasste Bernhard Rehm sich mit einem völlig anderen Thema. Auf Anregung von Eduard Schwartz widmete er sich für die Habilitation 1939 den frühchristlichen Texten, die dem Papst Clemens I., dem dritten Nachfolger des Apostels Petrus zugeschrieben wurden. Zunächst klärte er die Überlieferung, dann bereitete er für das Corpus „Die Griechischen Christlichen Schriftsteller“ eine Ausgabe der so genannten Pseudo-Klementinen vor. Diese war bei seinem Tod so gut wie druckreif, konnte aber erst nach dem Krieg erscheinen.
Von seinem Leben und weiteren Plänen ist wenig bekannt. Im Rahmen der Herausgabe der Tagebücher des Vaters hat Richard Schumak einige Informationen auch über den Sohn mitgeteilt. Im Anhang ist die Ansprache abgedruckt, die Rehms Nachfolger als Generalredaktor, Hans Rubenbauer, am 6. Oktober 1942 in der Bibliothek des Thesaurus zum Andenken an seinen Vorgänger gehalten hat. Auch ein Porträtfoto ist aufgenommen.
Bernhard Rehm fiel 1942 im Zweiten Weltkrieg.

## Schriften (Auswahl)
- Das geographische Bild des alten Italien in Vergils Aeneis. Dieterich, Leipzig 1932 (Philologus-Supplementband 24,2) Dissertationsschrift[5] (Digitalisat)
- Bardesanes in den Pseudoclementinen In: Philologus Bd. 93, 1938, S, 218–247.
- Zur Entstehung der pseudoclementinischen Schriften. In: Zeitschrift für die Neutestamentliche Wissenschaft Bd. 37, 1939, S. 77–184
- Bernhard Rehm (Hrsg.): Die Pseudoklementinen. Akademie-Verlag, Berlin (Die griechischen christlichen Schriftsteller der ersten drei Jahrhunderte; 42; 51: N.F. 16)
  - 1. Homilien. 1953. 2., verb. Aufl., 1969. 3., verb. Aufl. 1992. ISBN 3-05-000575-0
  - 2. Rekognitionen in Rufins Übersetzung. 1965. 2., verb. Aufl. ISBN 3-05-001002-9